# Grb Občine Sevnica
Grb Občine Sevnica je upodobljen na ščitu, z ovalnim spodnjim delom, ki zgoraj preide v obliko trilistne zidne krone. Podlaga ščita je modra, na njej pa je kot glavni motiv upodobljeno drevo lipa, katerega deblo je sive barve. Na vejah levo in desno sta poljska škrjanca, ki obrnjena navzven, gledata proti deblu in sta rjave barve. Pod lipo je del polkroga, ki je zelene barve in ponazarja travo. Korenine so vidne v travi. Ščit je obrobljen s črnim robom.